# Honorowe obywatelstwo
Honorowe obywatelstwo – szczególny tytuł nadawany osobie o wielkich zasługach dla miasta, regionu lub kraju, za promowanie miasta czy regionu, wielkie zasługi, ogromny autorytet moralny czy trwały ślad w historii.

## Sytuacja w Polsce
Honorowe obywatelstwo może być:
- miejskie (Honorowy Obywatel Miasta) – nadawane przez władze miasta (najczęściej radę miasta lub prezydenta miasta) na wniosek odpowiedniego organu opiniującego, najczęściej zwanego kapitułą honorową;
- regionalne (m.in. w Polsce Honorowy Obywatel Dolnego Śląska[4]) – nadawane przez sejmik wojewódzki lub inny organ regionalny.

Niekiedy rozróżnia się tytuł Obywatela honorowego przyznawany osobom niezamieszkałym w mieście/regionie od tytułu Zasłużony obywatel miasta, przyznawany jego wybitnym mieszkańcom (m.in. w Polanicy-Zdroju).
Z tytułem nie wiążą się żadne zobowiązania finansowe wobec wyróżnionego, często wręczane są symboliczne pamiątki np. klucze do bram miasta, medal z pamiątkowym dyplomem. Niekiedy honorowy obywatel ma również prawo do:
- używania tytułu „Honorowy Obywatel” miasta/regionu,
- uczestniczenia, na prawach honorowego gościa, we wszystkich sesjach rady miasta (sejmiku województwa) oraz w innych uroczystościach o charakterze miejskim, organizowanych przez władze miasta,
- bezpłatnych przejazdów na terenie miasta środkami komunikacji miejskiej,
- bezpłatnego wstępu na imprezy okolicznościowe organizowane przez miasto,
- udziału sztandaru miasta w pogrzebie.